# Henguegue
Henguegue est un village de la région du Centre du Cameroun, situé dans la commune de Bot-Makak. 

## Population et développement
En 1962, la population de Henguegue était de 146 habitants. La population de Henguegue était de 92 habitants lors du recensement de 2005. La population est constituée pour l’essentiel de Bassa.  